# Hawker Siddeley HS.141
Hawker Siddeley HS.141 — британский проект реактивного пассажирского авиалайнера с вертикальным/укороченным взлётом и посадкой. Начало разработки — 1969 г. Программа прекращена.

## Разработка самолёта
В 1969 году британский комитет по выработке требований к транспортным самолётам (TARC) выдал требования на разработку авиалайнера вертикального взлёта и посадки с пассажировместимостью 100 человек и дальностью до 725 км. Целью разработки, среди прочего, было снижение шумовых нагрузок на  аэропорты (особенно внутригородские), путём использования схемы взлёта и посадки с большими углами; предполагалось, что проектирование нового типа самолёта обойдется дешевле, чем постройка третьего аэропорта в Лондоне.
Фирма Hawker Siddeley начала проектные работы по самолёту. Официальное название проекта — HS.141 — было представлено в марте 1970.

## Конструкция
HS.141 представлял собой цельнометаллический моноплан с Т-образным хвостовым оперением, и низкорасположенным стреловидным крылом.
Самолёт оснащался силовой установкой, состоящей из двух маршевых двигателей (расположенных под крыльями) и 16 подъёмных турбовентиляторных двигателей Rolls-Royce RB.202, расположенных в спонсонах вдоль фюзеляжа (по 8 с каждой стороны).
Управление самолётом на малых скоростях и режиме висения предполагалось осуществлять отклонением вектора тяги подъёмных двигателей (располагавшихся в поворотных подвесах) и дифференциальным регулированием их мощности.
Расположение кресел в пассажирском салоне предполагалось по схеме 3+3. Существовал также увеличенный вариант проекта вместимостью 150 пассажиров, он оснащался двадцатью подъёмными двигателями.

## Предполагаемый профиль полёта
Согласно выполненным расчётам, шумовая нагрузка от самолёта с обычным взлётом и посадкой (лимит шума 90 децибел) наблюдалась на площади 50 км² по курсу полосы. При использовании более крутого профиля взлёта (угол при взлёте 15 градусов, угол глиссады — 6), данный уровень шума наблюдался уже на значительно меньшей площади — 8 км². Для ещё большего снижения площади, подверженной шумовой нагрузке (до 1 км), предполагалось применить вертикальный взлёт и посадку.
HS.141 должен был взлетать вертикально на полной мощности подъёмных двигателей до набора высоты в 76 метров. После этого мощность уменьшалась, и вертикальный взлёт продолжался до высоты 300 метров. На этой высоте производился поворот вектора тяги подъёмных двигателей на разгон и включение маршевых двигателей. По достижении высоты 600 метров самолёт достигал скорости в 310 км/ч, и крыло уже создавало достаточную подъёмную силу; подъёмные двигатели выключались и закрывались обтекателями. Посадка выполнялась в обратной последовательности.

## Ход работ и закрытие проекта
Были выполнены продувки моделей в масштабе 1:10 в аэродинамических трубах. Однако, по ряду причин (в частности, задержка работ по подъёмным двигателям), проект был закрыт.

## Лётно-технические характеристики (расчётные)
- Пассажировместимость: 102—119 чел.
- Длина: 36,63 м
- Размах крыльев: 22,86 м
- Высота: 9 м
- Масса пустого 50 031 кг
- Максимальная взлётная масса: 60,872 кг
- Силовая установка: 2 маршевых ТРДД Rolls-Royce RB.220 тягой 12кН каждый, 16 подъёмных ТРДД Rolls-Royce RB.202 тягой 4670 кг каждый
- Максимальная скорость 806 км/ч
- Крейсерская скорость: 695 км/ч
- Дальность: до 1931 км